# Haţeg
Hațeg (rumænsk udtale: [ˈhat͡seg]; tysk: Wallenthal; ungarsk: Hátszeg) er en by i distriktet  Hunedoara i Rumænien med et indbyggertal på 8.793 (2021). Tre landsbyer er administreret af byen: Nălațvad (Nalácvád), Silvașu de Jos (Alsószilvás) og Silvașu de Sus (Felsőszilvás). Den ligger i den historiske region Transsylvanien.

## Historie
I 1765, mens den var en del af det Habsburg kontrollerede Fyrstendømmet Transsylvanien, blev bebyggelsen fuldstændig militariseret og integreret i det andet grænsekompagni i det første grænseregiment fra Orlat, indtil 1851, hvor denne enhed blev opløst.

## Geologi
Området omkring byen Hațeg kaldes Țara Hațegului .  Der er fundet  fossiler i Hațeg-området, der spænder over 300 millioner år af Jordens geologiske historie og viser tropiske koralrev og vulkanøer i Tethyshavet, dinosaurer, primitive pattedyr, fugle og flyvende krybdyr (bl.a. Hatzegopteryx, der blev opkaldt efter regionen).
Hațeg Island var en ø under  perioden kridttiden, hvor en dværgart af sauropoddinosaurer, Magyarosaurus dacus, levede indtil deres uddøen i slutningen af kridttiden. Baron Franz Nopcsa (en) offentliggjorde artikler om disse mesozoikum-æra archosaurierer på Hațeg-øen.  Hans undersøgelser førte til hans teori om ø-dværgisme, som er en opfattelse af, at "begrænsede ressourcer" på små øer kan føre til en formindskelse af de indfødte hvirveldyr.

## Gallery
- Europæisk bison i Hațeg naturereservat
- I. C. Brătianu National College
- Sankt Nicholas Ortodokse kirke
- Historisk bankbygning, i dag, Hotel Ferdinand
- Reformeret kirke
- Synagoge
- Nalatzi-Fay Manor, Nălațvad. Bygget i 19. århundrede, men nu forfaldent . Mellem 1941  1944 var lokale jøder interneret her.
- Trajan's vej nær Hațeg (1900-1920)
- Interiør af the Græsk-katolsk kirke (1900-1920)